# Кукулиев, Борис Николаевич
Борис Николаевич Кукулиев (род. 17 июля 1936 года, Грозный, РСФСР, СССР) — советский и российский художник, специалист в области палехской росписи, народный художник РСФСР (1985).

## Биография
Родился 17 июля 1936 года в городе Грозном в семье художника.
В 1957 году — окончил Палехское художественное училище, под руководством Ф. А. Каурцева, А. В. Котухина, М. И. Шемарова, Д. Н. Буторина, А. В. Борунова.
С 1957 по 1989 годы — работал в Палехских художественно-производственных мастерских, был председателем месткома, ответственным секретарём организации Союза художников, секретарём партбюро.
С 1993 года руководит творческой мастерской «Палешане».
Член Союза художников РСФСР с 1966 года.

### Семья
Жена — советская и российская художница народных промыслов, специалистка в области палехской росписи, народный художник Российской Федерации (1999), К. В. Кукулиева (род. 1937)

## Творческая деятельность
Занимался монументальной (Дворец искусств в Иванове (1986), Дворцы пионеров в Иванове и Махачкале, интернат в Анжеро-Судженске, пионерский лагерь в Мугрееве), театрально-декорационной живописью, вместе с женой, К. В. Кукулиевой, книжной иллюстрацией («Садко» (1974), «Здравствуйте, братушки!» (1978, диплом имени Ивана Фёдорова), «Сын России» (1981), «Руслан и Людмила» (1983), «Жизнь Иисуса Христа в красках палеха» (1995)), пишет иконы.
Тематика произведений: фольклор, революционная, современная, жаноровые сцены, религиозная, участвовал в выставках с 1958 года.
Работы представлены в коллекциях музеев: ГМПИ, ГРМ, Воронежском ОХМ, Ивановском ОХМ, ГИМ, ГМЭНР, ПГИАиХМЗ, Кашинском краеведческом музее, ХФ России.

## Награды
- Государственная премия Российской Федерации в области литературы и искусства (в составе группы, за 1995 год) — за серию пластин «Евангелие в красках Палеха» и серию досок «Житие Александра Невского», выполненных в технике палехской лаковой миниатюры[1]
- Народный художник РСФСР (1985)
- Премия Ленинского комсомола (совместно с Б. М. Ермолаевым, А. Д. Кочупаловым, за 1970 год) — за серию работ, посвящённых В. И. Ленину, Родине, комсомолу
- Орден «Кирилл и Мефодий» I степени (1978)
- Большая Золотая медаль международной выставки книги (1977)
- Почётный гражданин Палеха
- Почётный гражданин Ивановской области (2016)